# باتری ترموالکتریک (گرمابرقی)
یک باتری ترموالکتریک یا گرمابرقی در هنگام شارژ گرما را به صورت انرژی شیمیایی ذخیره کرده و در هنگام دشارژ، برق تولید می‌کند. چنین سیستم‌هایی یک گزینه برای دفع گرمای زاید از نیروگاه‌هایی که سوخت‌های فسیلی و/یا انرژی هسته ای استفاده می‌کنند، ارائه می‌دهند.

## تاریخچه

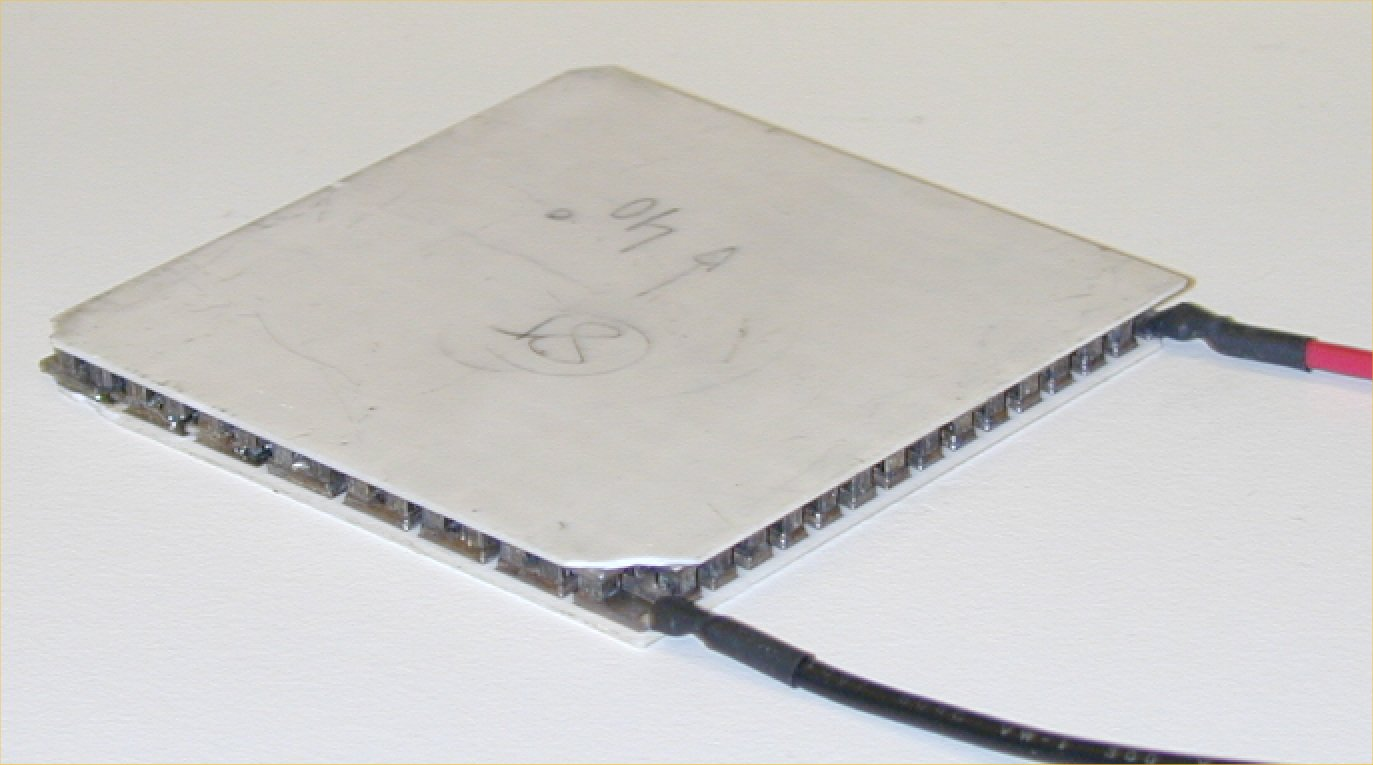
یک المنت پلتیه که با جریان الکتریکی، اختلاف دما ایجاد می‌کند.

توماس یوهان سیبک (۱۷۸۰–۱۸۳۱)، اثر ترموالکتریکی یا گرمابرقی را در سال ۱۸۲۱ کشف کرد. پدیده اثر متقارن پلتیه (ژان شارل آتاناز پلتیه، ۱۷۸۵–۱۸۴۵)، از جریان الکتریکی برای ایجاد اختلاف دما استفاده می‌کند. در اواسط قرن بیستم از ژنراتور ترمو الکتریک اغلب به جای پیل گالوانی استفاده می‌شد.

## مس / آمونیاک
محققان در سال ۲۰۱۴، یک سیستم آزمایشی را ارائه کردند که از الکترودهای مسی و الکترولیت آمونیاک استفاده می‌کرد. این دستگاه حدود ۲۹ درصد از انرژی شیمیایی باتری را به برق تبدیل می‌کرد.
الکترولیت آمونیاک فقط به عنوان یک آنولیت (الکترولیت اطراف آنود) استفاده می‌شود که با الکترود مس واکنش نشان می‌دهد، زیرا گرمای تولیدی، آمونیاک را گرم و برق تولید می‌کند. هنگامی که این واکنش آمونیاک را مصرف می‌کند یا به عبارتی یون‌های مس را در الکترولیت، در نزدیکی کاتود کاهش می‌دهد، واکنش متوقف می‌شود.
سپس با کمک گرمای اتلافی، از آنولیت مصرفی برای تقطیر آمونیاک استفاده می‌شود. بعد از آن آمونیاک به محفظه کاتد اضافه می‌شود. قطبیت باتری معکوس می‌شود و آند به کاتد تبدیل می‌شود و برعکس.
چگالی توان این سیستم، حداکثر ۳±۶۰ وات بر متر مربع (بر اساس یک الکترود) با حداکثر چگالی انرژی ۴۵۳ وات ساعت بر متر مکعب (نرمال شده به حجم الکترولیت) بود که به‌طور قابل ملاحظه ای بیشتر از ترمو الکتریک‌های مایع بود. چگالی توان متناسب با تعداد باتری‌ها در سیستم افزایش می‌یابد.
تبخیر آمونیاک با حرارت از آنولیت مصرفی و افزوده شدن مجدد این آمونیاک به محفظه کاتولیت مصرفی (که در عملکرد بعدی، این محفظه به عنوان آند برای بازسازی مس روی الکترود دیگر خواهد بود)، حداکثر ۳±۶۰ وات بر متر مربع، با متوسط راندمان انرژی تخلیه ۲۹٪ تولید کرد. راندمان انرژی تخلیه همان نسبت انرژی الکتریکی جذب شده در برابر انرژی شیمیایی در محلول اولیه است. اسیدی که به کاتولیت اضافه شده‌است قدرت را ۵±۱۲۶ وات متر مربع افزایش داد.

## تلوراید
باتری‌های مبتنی بر تلوراید ۱۵ تا ۲۰ درصد گرما را به انرژی تبدیل می‌کنند.

## فولوالن دیروتنیوم
فولوالن دیروتنیوم نوید بازدهی بیشتر را می‌دهد اما این مواد برای استفاده تجاری بسیار گران هستند.